# Адам Годлі
Адам Годлі (англ. Adam Godley; нар. 22 липня 1964) — англійський актор кіно, телебачення і театру. Номінант премій «Тоні», Лоуренса Олів'є та фестивалю в Монте-Карло.

## Життєпис
Адам Годлі народився в сім'ї євреїв 22 липня 1964 року в місті Амершам, Бакінгемшир, Англія. Дитинство провів у місті Вотфорд, Гартфордшир. З 9 років почав грати в театрі. Дебютував на телебаченні в 1977 році. У 2008 році озвучив Гая Гейнса — персонажа гри «007: Quantum of Solace».
У 1999—2004 роках був одружений з акторкою Алекс Белькур (англ. Alex Belcourt). Живе в Лос-Анджелесі зі своїм партнером, сценаристом Джоном Гартмером (англ. Jon Hartmere; «1+1: Нова історія» та інші).

## Театральні ролі
| Рік  | Назва вистави                  | Оригінальна назва                  | Роль              | Театр                    |
| ---- | ------------------------------ | ---------------------------------- | ----------------- | ------------------------ |
| 1993 | Кабаре                         | Cabaret                            | Кліффорд Бредшоу  | Donmar Warehouse         |
| 1998 | Клео, Кемпінг, Еммануель і Дік | Cleo, Camping, Emmanuelle and Dick | Кеннет Вільямс    | Royal National Theatre   |
| 2002 | Приватне життя                 | Private Lives                      | Віктор Принн      | Richard Rodgers Theatre  |
| 2011 | Все годиться                   | Anything Goes                      | лорд Евелін Оуклі | Stephen Sondheim Theatre |
| 2018 | Трилогія братів Леман          | The Lehman Trilogy                 | Маєр Леман        | Royal National Theatre   |
| 2019 | Трилогія братів Леман          | The Lehman Trilogy                 | Маєр Леман        | Park Avenue Armory       |
| 2019 | Трилогія братів Леман          | The Lehman Trilogy                 | Маєр Леман        | Piccadilly Theatre       |

## Фільмографія
| Рік       |     | Українська назва                           | Оригінальна назва                       | Роль                                                  |
| --------- | --- | ------------------------------------------ | --------------------------------------- | ----------------------------------------------------- |
| 2020      | с   | Велика                                     | The Great                               | Архієпископ (основна роль)                            |
| 2018—2019 | с   | Ложа 49                                    | Lodge 49                                | Джоселін П'ю (10 епізодів)                            |
| 2019      | ф   | Трилогія братів Леман                      | The Lehman Trilogy                      | Емануель Леман                                        |
| 2019      | ф   | Містер Лінк: Загублена ланка еволюції      | Missing Link                            | Лорд Білдж (голос)                                    |
| 2019      | с   | Академія Амбрелла                          | The Umbrella Academy                    | шимпанзе Пого (голос, основна роль)                   |
| 2018      | ф   | Кінотеатр кошмарів                         | Nightmare Cinema                        | д-р Сальвадоре                                        |
| 2017      | с   | Фаллет (Справа)                            | Fallet                                  | Том Браун, головний інспектор-детектив (головна роль) |
| 2016      | ф   | Прем'єр                                    | De Premier                              | голова служби безпеки                                 |
| 2016      | с   | Чорний список                              | The Blacklist                           | Сілас Гульдсберрі (епізод 4.05)                       |
| 2015—2016 | с   | Надздібності                               | Powers                                  | Еміль Кросс (основна роль)                            |
| 2016      | ф   | Великий дружній велетень                   | The BFG                                 | Досмертістискач                                       |
| 2014      | с   | Батьківщина                                | Homeland                                | Джордан Гаррис (епізод 4.02))                         |
| 2014      | с   | Мангеттен                                  | Manhattan                               | доктор Ральф Едельман (3 епізоди)                     |
| 2014      | ф   | Теорія всього                              | The Theory of Everything                | Головний лікар Кембриджської лікарні                  |
| 2014      | с   | Сприйняття                                 | Perception                              | Тедді Бреннан (епізод 3.07)                           |
| 2012—2013 | с   | Записник юного лікаря                      | A Young Doctor's Notebook               | Фельдшер (8 епізодів)                                 |
| 2008—2013 | с   | Пуститися берега                           | Breaking Bad                            | Елліот Шварц (3 епізоди)                              |
| 2013      | с   | Форс-мажори                                | Suits                                   | Найджел Несбіт (5 епізодів)                           |
| 2013      | с   | Елементарно                                | Elementary                              | британець (голос, епізод 1.22)                        |
| 2013      | с   | Шпигуни з Варшави (мінісеріал)             | Spies of Warsaw                         | Джуліус Гелбах (2 епізоди)                            |
| 2012      | с   | Передмістя                                 | Suburgatory                             | пан Джейкобс (епізод 2.04)                            |
| 2012      | с   | Гарна дружина                              | The Good Wife                           | Ліланд Карлайл (епізод 4.03)                          |
| 2012      | ф   |                                            | The Forger                              | Пінкус                                                |
| 2012      | с   | Закон Гаррі                                | Harry's Law                             | юрист лікарні Веллс (епізод 2.21)                     |
| 2012      | ф   | Морський бій                               | Battleship                              | лікар Нограді                                         |
| 2011      | док | Саломея Вайлда                             | Wilde Salomé                            | Артур                                                 |
| 2011      | с   | Злочини минулого                           | Case Histories                          | Мартін Кеннінг (2 епізоди)                            |
| 2011      | с   | Хаос                                       | Chaos                                   | Джонатан Олдрідж (пілотний епізод)                    |
| 2010      | с   | Теорія брехні                              |                                         | Сенді Бакстер (епізод 3.01)                           |
| 2010      | ф   | Особливі стосунки                          | The Special Relationship                | Джонатан Пауелл                                       |
| 2010      | с   | Міс Марпл Агати Крісті (2004-2013)         | Agatha Christie's Marple                | Ломакс (епізод 5.02)                                  |
| 2010      | с   | Приватна практика                          | Private Practice                        | Генрі (епізод 3.16)                                   |
| 2009      | с   | Клуб ляльок                                | Dollhouse                               | Клайд Рендолф (епізод 2.10                            |
| 2009      | с   | Пригоди Мерліна                            | Merlin                                  | Джонас (2 епізоди)                                    |
| 2009      | с   | 4исла                                      | Numb3rs (TV Series)                     | д-р Джозеф Баскін (епізод 5.17)                       |
| 2008      | вг  | 007: Quantum of Solace                     |                                         | Ґай Гейнс (голос)                                     |
| 2008      | с   | Божевільні                                 | Mad Men                                 | Вейн Кіркбі (епізод 2.07)                             |
| 2008      | ф   | Цілком таємно: Я хочу вірити               | The X-Files: I want to believe          | отець Ібарра                                          |
| 2008      | с   | Термінатор: Хроніки Сари Коннор            | Terminator: The Sarah Connor Chronicles | Науковець (епізод 1.03)                               |
| 2007      | тф  | Крамниця старожитностей                    | The Old Curiosity Shop                  | Семпсон Брасс                                         |
| 2007      | с   |                                            | Coming Up                               | Пол (епізод 5.05                                      |
| 2007      | кф  | Сильніший                                  | The Stronger                            | офіціант                                              |
| 2007      | ф   | Єлизавета: Золотий вік                     | Elizabeth: The Golden Age               | Вільям Волсінгем                                      |
| 2007      | ф   | Син Рембо                                  | Son of Rambow                           | лідер братства                                        |
| 2006      | с   | Нюрнберг: Нацисти на суді (документальний) | Nuremberg: Nazis on Trial               | психолог Густав Гілберт                               |
| 2005      | ф   | Моя жахлива няня                           | Nanny McPhee                            | Моя жахлива няня / вікарій                            |
| 2005      | ф   | Чарлі і шоколадна фабрика                  | Charlie and the Chocolate Factory       | пан Тіві                                              |
| 2004      | ф   | Навколо світу за 80 днів                   | Around the World in 80 Days             | пан Саттон                                            |
| 2004      | тф  | Гокінг                                     | Hawking                                 | Френк Гокінг                                          |
| 2003      | тф  | А ось і гості                              | The Young Visiters                      | Прокуріо                                              |
| 2003      | ф   | Реальна любов                              | Love Actually                           | пан Тренч                                             |
| 2003      | тф  | Марджері та Ґледіс                         | Margery and Gladys                      | Ґрем Гейвуд                                           |
| 2002      | ф   | А зараз... Пані та панове                  | And Now... Ladies and Gentlemen         | син лондонського ювеліра                              |
| 2002      | ф   | Грім у штанях                              | Thunderpants                            | Плачидо П. Плачидо                                    |
| 2002      | с   | Таємниці інспектора Лінлі                  | The Inspector Lynley Mysteries          | Тоні Філіпс (епізод 1.05)                             |
| 2002      | кф  | Воєнна гра                                 | War Game                                | Лейсі / Батько (голос)                                |
| 2001      | тф  | Почесний меч                               | Sword of Honour                         | Апеторп                                               |
| 2000      | мс  | Порося Престон                             | Preston Pig                             | Козел (голос, 1 епізод)                               |
| 2000      | тф  |                                            | Cor, Blimey!                            | Кеннет Вільямс                                        |
| 1998      | с   |                                            | Casualty                                | Алан Декер (епізод 13.08)                             |
| 1991—1998 | с   |                                            | The Bill (1983—2010)                    | Найджел Пенвей / Даксфорд (по одному епізоду)         |
| 1996      | с   | Детективи (1993—1997)                      | The Detectives                          | детектив-констебль Домінік Бойл (епізод 4.05)         |
| 1995      | с   |                                            | Class Act                               | Грем (епізод 2.01)                                    |
| 1993      | тф  | Кабаре                                     | Cabaret                                 | Кліффорд Бредшоу                                      |
| 1992      | тф  |                                            | An Ungentlemanly Act                    | рядовий Антон Лівермор                                |
| 1984      | с   |                                            | Moonfleet (мінісеріал)                  | Джон Тренчард                                         |
| 1979      | с   |                                            | Kids                                    | Девід Гіббонс (епізод 1.13)                           |
| 1979      | с   | Томас і Сара                               | Thomas & Sarah                          | Томлінсон (епізод 1.06)                               |
| 1978      | с   |                                            | A Horseman Riding By                    | Саймон Креддок (3 епізоди)                            |
| 1977      | тф  |                                            | The Ballad of Salomon Pavey             |                                                       |

## Нагороди та номінації

### Театральні
| Рік  | Премія (фестиваль)              | Категорія (премія) | Примітки                                         | Результат |
| ---- | ------------------------------- | --- | ------------------------------------------------ | --------- |
| 1999 | Премія Лоуренса Олів'є          | Найкращий актор другого плану в п'єсі | «Mouth To Mouth», Гомпертц                       | Номінація |
| 2002 | Премія Лоуренса Олів'є          | Найкращий актор другого плану в п'єсі | «Клео, Кемпінг, Еммануель і Дік», Кеннет Вільямс | Номінація |
| 2002 | Theatre World Award             | Найкращий дебют на Бродвеї | «Приватне життя», Віктор Принн                   | Перемога  |
| 2009 | Премія Лоуренса Олів'є          | Найкращий актор головної ролі в п'єсі | «Людина дощу», Реймонд Беббіт                    | Номінація |
| 2009 | Evening Standard Theatre Awards | Найкращий актор головної ролі в п'єсі | «Людина дощу», Реймонд Беббіт                    | Номінація |
| 2009 | WhatsOnStage Awards             | Найкращий актор у п'єсі | «Людина дощу», Реймонд Беббіт                    | Номінація |
| 2011 | Outer Critics Circle Award      | Найкращий актор другого плану в мюзиклі | «Все годиться», лорд Евелін Оуклі                | Перемога  |
| 2011 | Премія «Тоні»                   | Найкращий актор другого плану в мюзиклі | «Все годиться», лорд Евелін Оуклі                | Номінація |
| 2011 | Drama Desk Award                | Найкращий актор головної ролі в п'єсі http://www.dramadesk.org/awards/nominees-and-recipients/21741-2/ NOMINEES AND RECIPIENTS 2011 AWARDS — Outstanding Featured Actor in a Musical | «Все годиться», лорд Евелін Оуклі                | Номінація |
| 2019 | Премія Лоуренса Олів'є          | Найкращий актор головної ролі в п'єс | «Трилогія братів Леман», Емануель Леман          | Номінація |

### Телевізійні
| Рік  | Премія (фестиваль)                                    | Категорія (премія)                      | Примітки                                                 | Результат |
| ---- | ----------------------------------------------------- | --------------------------------------- | -------------------------------------------------------- | --------- |
| 2018 | «Золота німфа» (Телевізійний фестиваль у Монте-Карло) | Найкращий актор комедійного телесеріалу | Fallet («Справа»), головний інспектор-детектив Том Браун | Номінація |